# Tajikistan Airlines

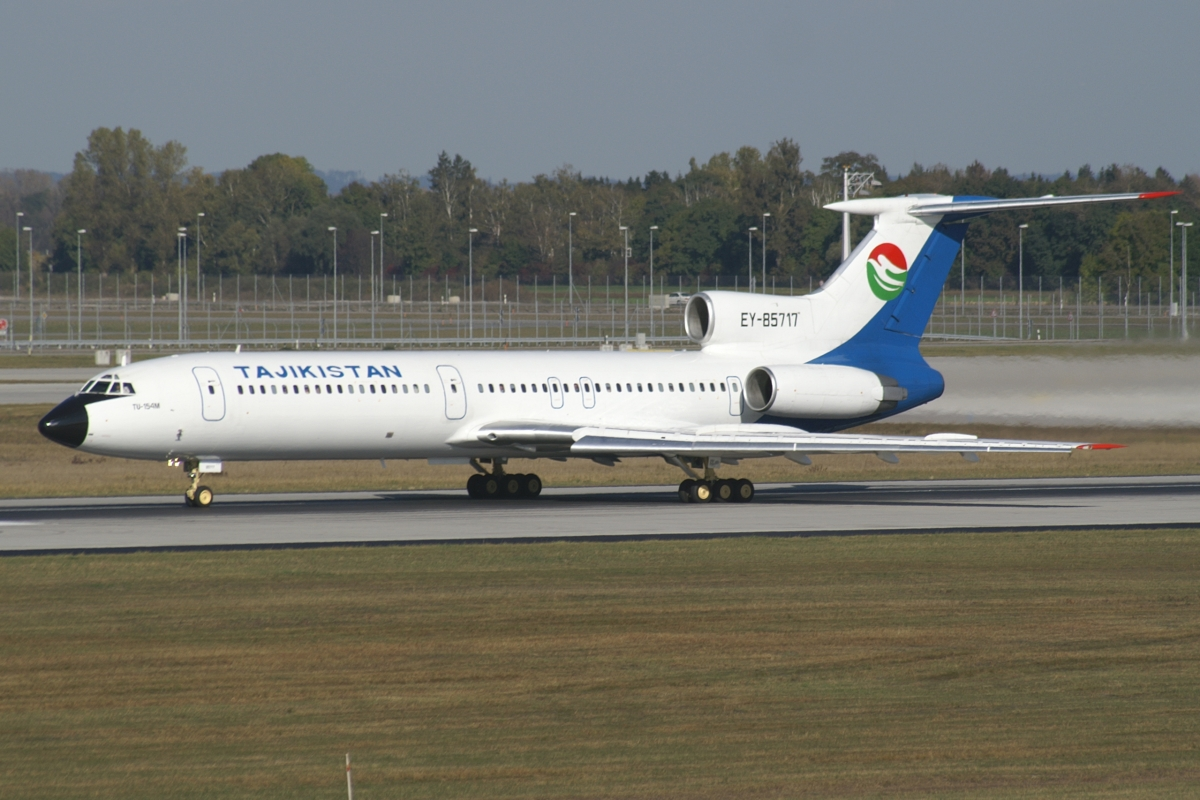
Tadjikistan Airlines Tu 154

Tadjikistan Airlines (code AITA 7J) est la compagnie aérienne nationale du Tadjikistan dont la création remonte à 1924 mais dont la réorganisation date de l'indépendance.
Elle dessert notamment Munich et Istanbul ou encore Moscou au départ de l'aéroport de Douchanbé

## Flotte
En janvier 2023, la compagnie exploite les appareils suivants :

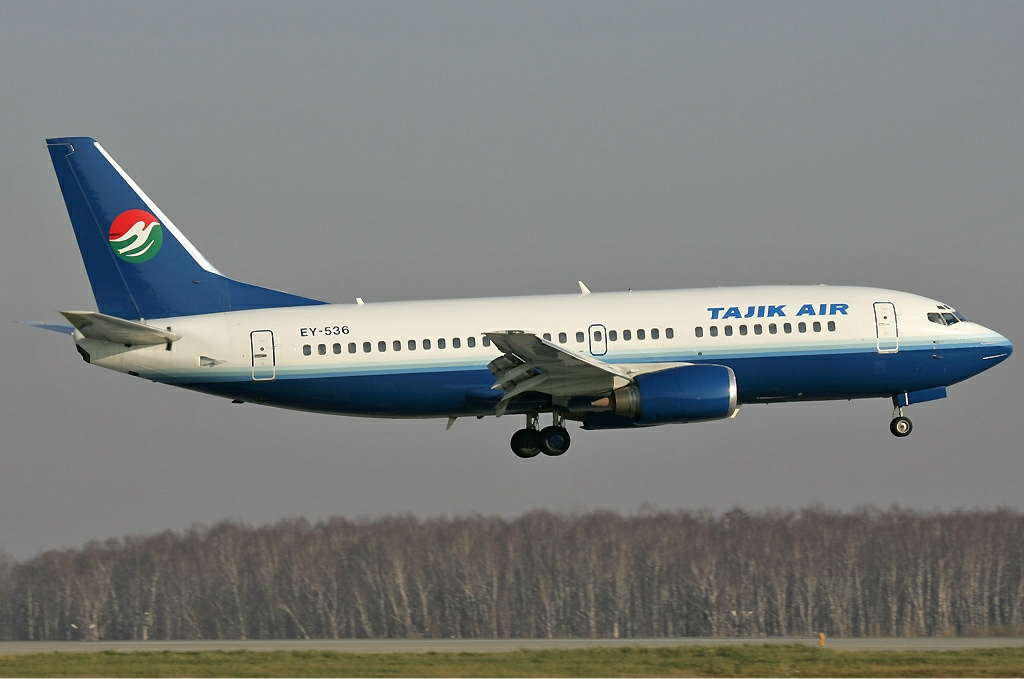
Ancien Tajik Air Boeing 737-300

| Avions         | En service | Commandes | Passagers | Notes |
| -------------- | ---------- | --------- | --------- | ----- |
| Antonov An-28  | 2          | —         | 17        |       |
| Boeing 757-200 | 1          | —         | 239       |       |
| Mil Mi-8       | 1          | —         | 24        |       |
| Total          | 4          | —         |           |       |

## Flotte retirée
Tajik Air avait dans le passé exploité une variété d'avions :
- Antonov An-24
- Antonov An-26
- Boeing 737-200
- Boeing 737-300
- Boeing 737-400
- Boeing 737-500
- Boeing 737-800
- Boeing 747SP
- Boeing 767-300
- Bombardier CRJ200
- Junkers F.13
- Junkers Ju 52
- Lisunov Li-2
- Mil Mi-8
- Tupolev Tu-134A
- Tupolev Tu-154B
- Tupolev Tu-154M
- Xian MA60
- Yakovlev Yak-40

## Accidents
- Le 28 août 1993, un Yakovlev Yak-40 s'est écrasé au décollage à Khorog lors d'un vol à destination de l'aéroport de Douchanbé. Les cinq membres d'équipage et 77 des 81 passagers ont péri. L'avion était configuré pour transporter 28 passagers mais a été fortement surchargé. L'équipage avait été contraint de décoller par des hommes armés[2].
- Le 15 décembre 1997, un Tupolev Tu-154 s'est écrasé à l'approche de l'aéroport international de Charjah. Les 79 passagers et six des sept membres de l'équipage sont morts[3].